# 主楼 (德克萨斯大学奥斯汀分校)
主楼（又称塔楼）是一座位于美国德克萨斯州奥斯汀市德克薩斯州大學奧斯汀分校校区中心的建筑。这座共有30层的主楼总高度为94米，它也是整个德大奧斯汀校园和城市最具辨识度的标志之一。[1]

## 历史

### 1882–1934

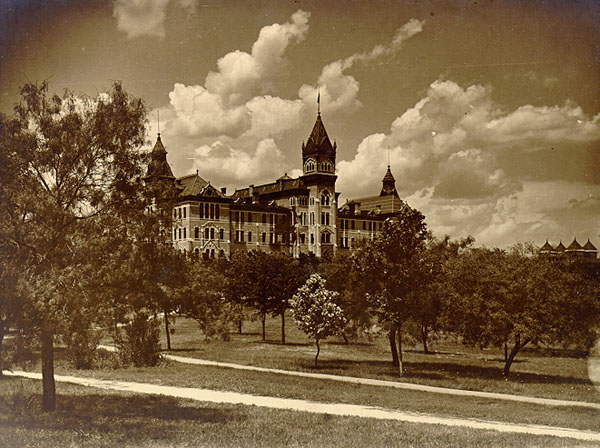
一张1903年照片中出现的大学旧主楼。

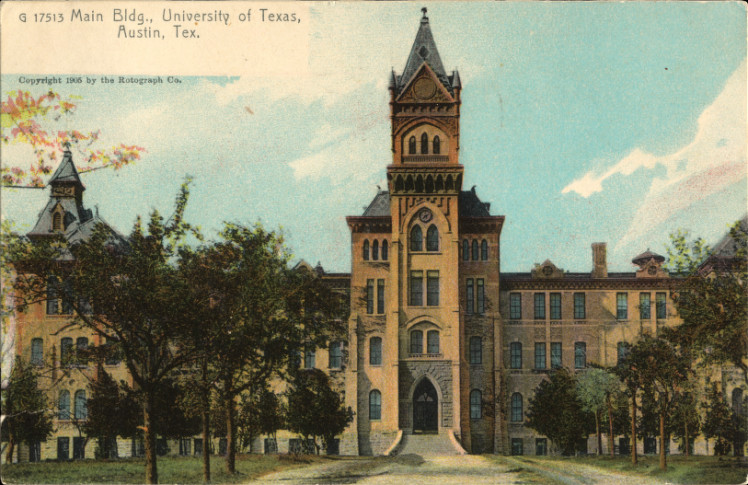
德克萨斯大学奥斯汀分校主楼（明信片，约1905年）

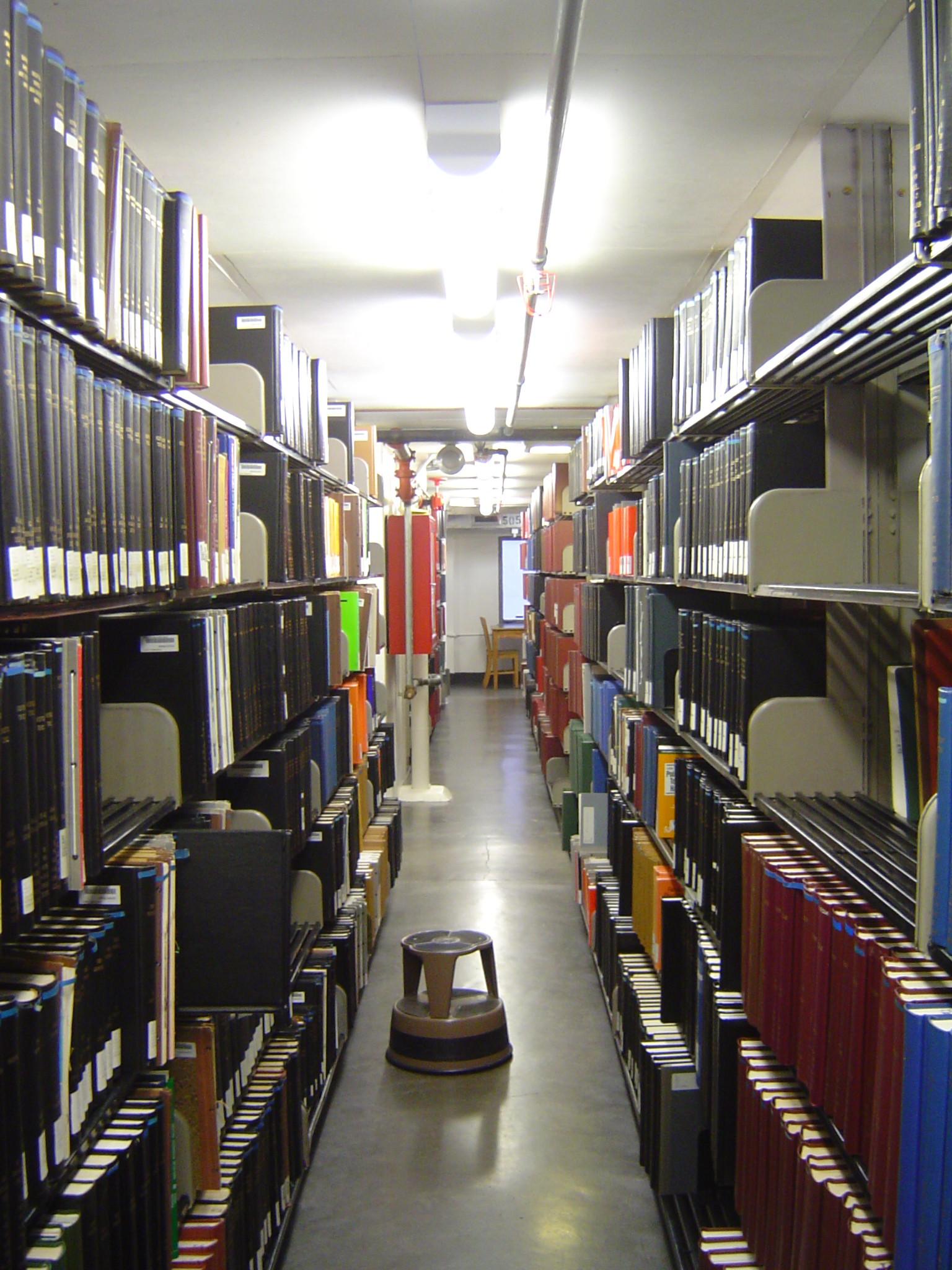
拥挤的生命科学图书馆

校区曾经的主楼是維多利亞時代哥德復興式建築，位于大学校園中央，并在1882年起开始用于各种不同的用途。但是到了1930年代，由于对于一个更大的图书馆需求的出现，人们关于建造一座新主楼的呼声愈加强烈。 因此在1934年，尽管面对着很多学生和员工的反对下，旧的主楼仍被全部拆除。几个旧编钟（是为“Burleson Bells”）便是该旧主楼的全部遗留物，现永久展览于学校的巴斯音乐厅（Bass Concert Hall）外。之后，一座新的主楼和其塔楼在原址重建。

### 1935–现今

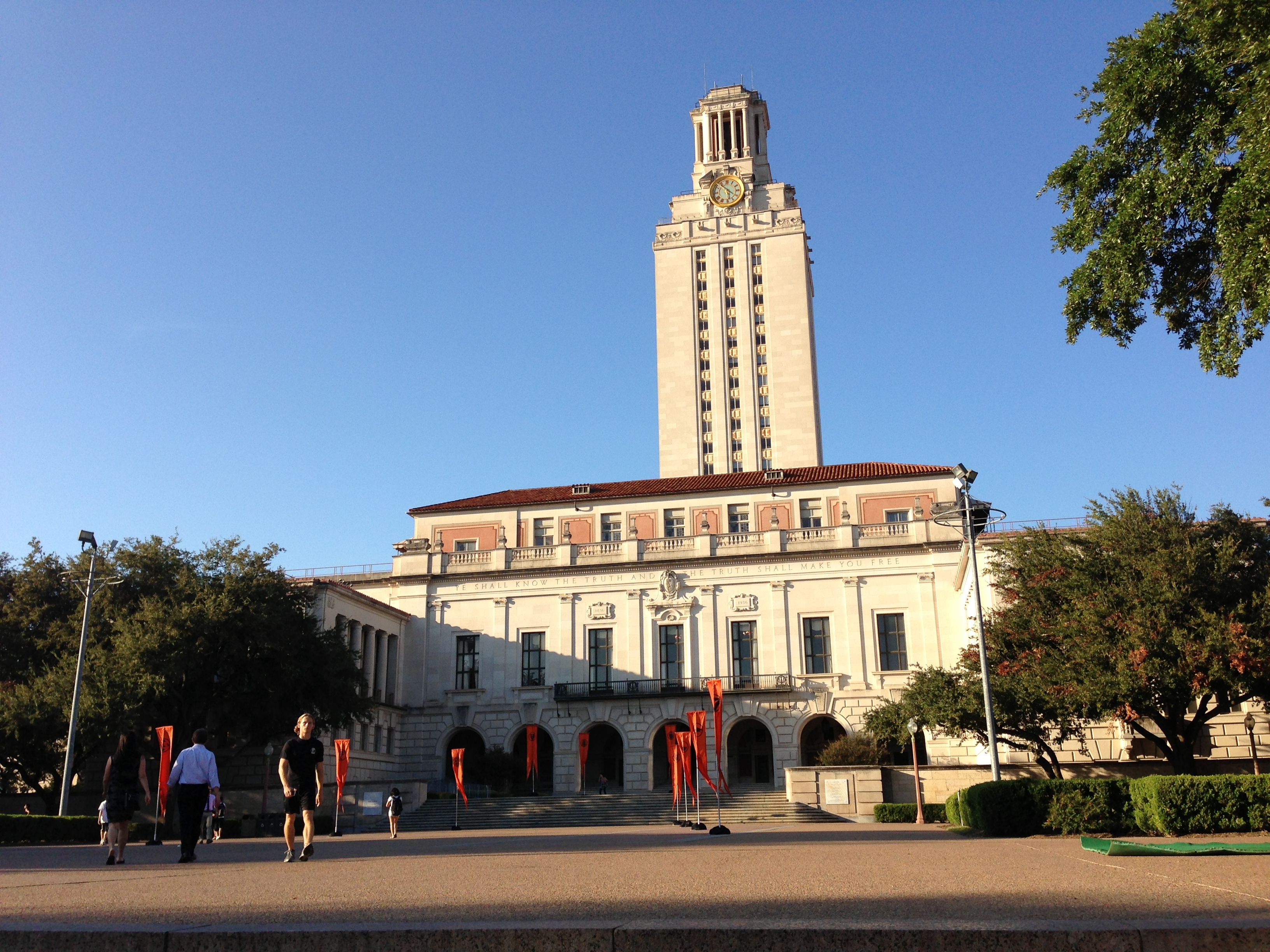
如今的主楼（由Paul Philippe Cret设计）

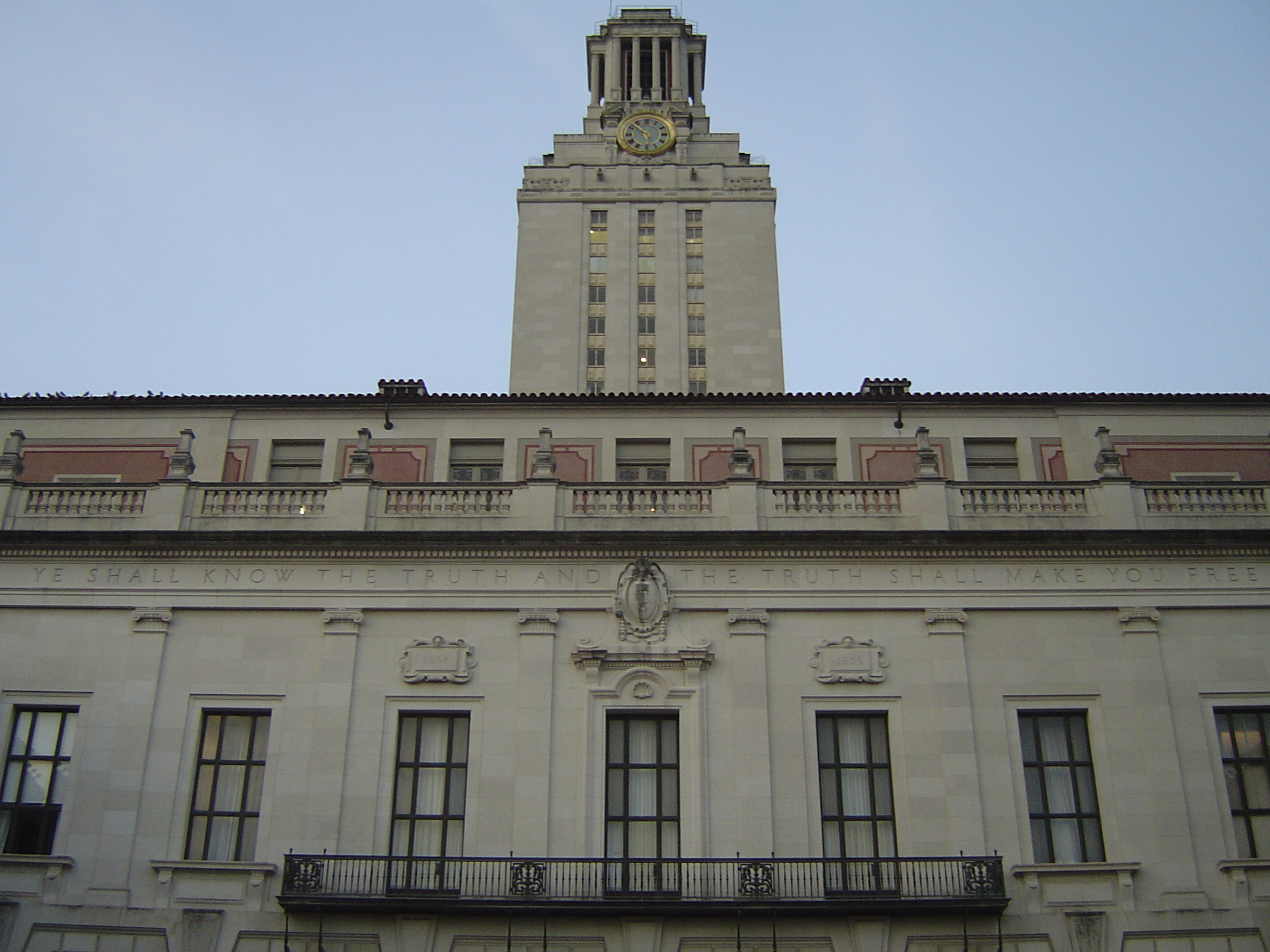
主楼正面。其上铭文为：“Ye shall know the Truth and the Truth shall make you free”

学校原本计划将塔作为一个馆藏空间，在低层的学生们通过提交申请使用升降机系统从上层取书，图书馆每隔一层就安排一位员工。学生若要取书需要首先填写一张申请表，之后申请表会通过一个气动管送上楼，然后书籍就会通过这个18层楼高的升降机送到学生手中。在一段时间的时间之后，人们发现了这个图书系统极为低效，因此人们后来将取书升降机系统拆除，在原来的管道内铺设了网线和其他计算机电缆。现在这幢建筑内主要包含了行政办公室，但仍然包含一个三层楼的生命科学图书馆和早期仪拉彻斯塔克图书馆。这栋塔楼有两套独立的电梯系统：一个在前面，一个在后面。两个安全电梯可以让来访的观光者到达塔楼全部的27层，而在塔楼27层的另一部电梯则可以让人们到达位于28楼的观景台。另外他楼内还有一个在2层与17层区间工作的书籍专用升降机。
这座307英尺（94米）的塔楼是由保罗·菲利普CRET设计的，于1937年竣工。建筑主体坐落在校园的正中央。塔楼的顶端有一套由56幢钟组成的钟琴，其大小为得克萨斯州之最。钟琴每天会按时报时。
在第二次世界大战期间，大学的首席通信工程师杰克·马奎尔在塔顶建立了一个空袭警报系统，用于在遇到空袭时通知奥斯汀居民。由于这座城市从来没有遭遇过真正的空袭，因此这个警笛只是在测试时发出过声音，而从来没有真正使用。在2007年初，这个旧的警报器被四个电子预警警报器取代。

#### 1966年大屠杀
1966年8月1日，查尔斯·惠特曼，一名未完成學業的該校學生。在主楼楼顶的观景台用雷明顿700步枪和其他各种武器在96分钟的僵持中枪杀了14名奥斯汀居民，32名以上的居民因此受伤（包括1名30年后因伤势过重死亡的居民）。三个警察爬到塔顶并开枪将他打死才结束了这场屠杀。

#### 自杀
继惠特曼事件后，观景台从1966年8月到1968年间关闭。在9个自杀者从塔顶跳下自杀后，该塔顶观景台于1974年再次关闭。
1998年11月11日， UT校董会批准了学生协会的领导人兼主席拉里·福克纳的建议，重新打开塔楼观景台。安装了全新的安防设施之后，观景台于1999年重新向公众开放。
此外，由于2001年9月11日的袭击事件，观景台于2002年和2003年一度被关闭，但在2004年安装了更多的安全防护设施后重新开放。

## 灯光

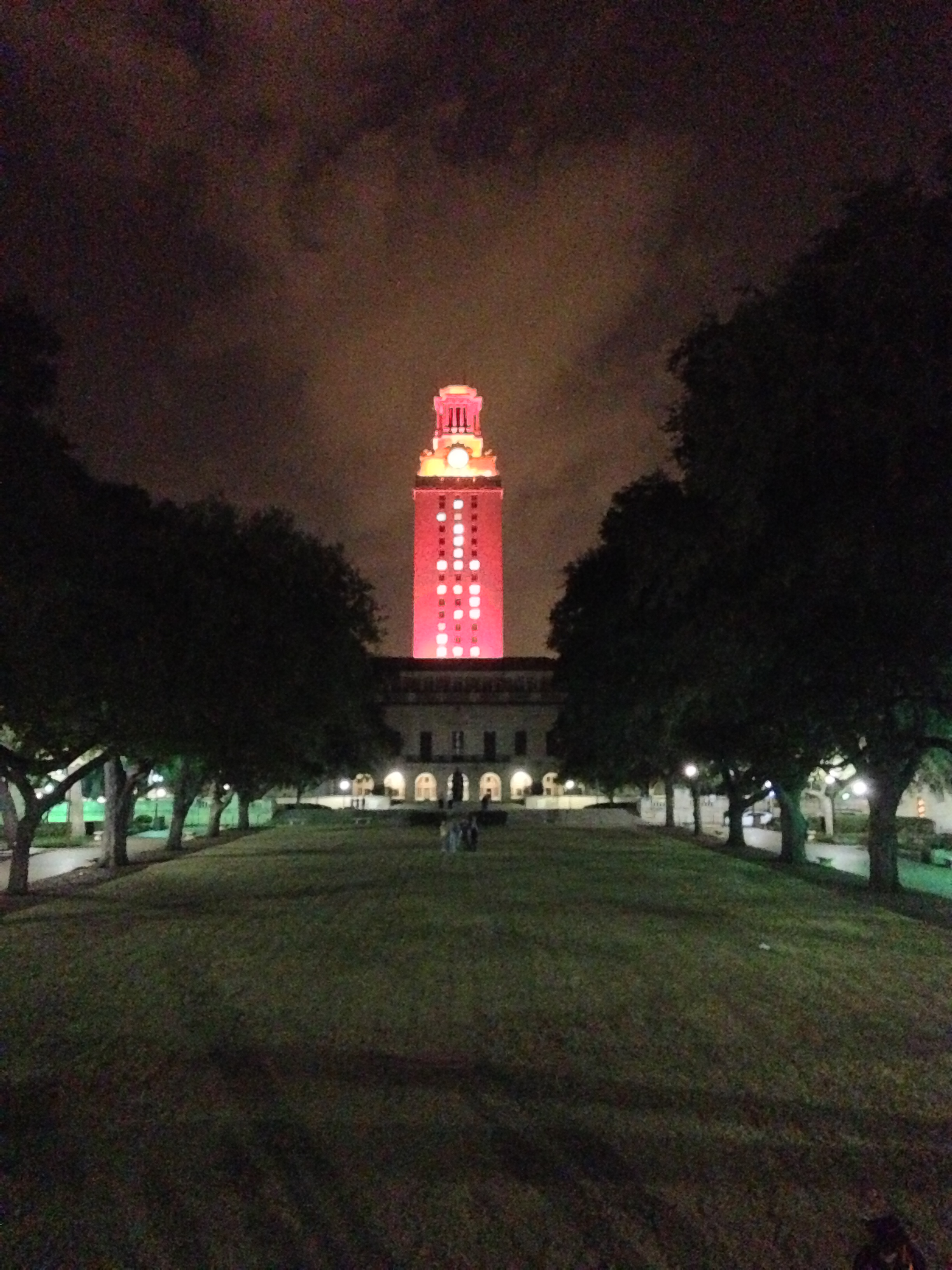
2012年秋季毕业典礼上主塔楼发出橙色灯光。数字“12”指的是该届学生为2012届。

塔楼在平常晚间通常会亮白光，但如遇到运动赛事夺冠或获得重大学术成果等特殊场合下，塔楼会根据不同的配色方案点亮。如果为了纪念一些例如大学的前校长的逝世等悲哀事件，塔楼夜间只会发出柔和暗淡的灰色光线。
1931年，电厂机械设备的负责人小卡尔·J·埃克哈特监督了主塔楼的建设。埃克哈特设计了一套特殊的照明系统来彰显大学取得的特殊成就。 1937年开始，橘黄色的灯光被用来象征在大学的重要事件，至1947年起，学校编写了使用橘黄灯光的指导意见，这些指导意见一直以来不断更新至今。如今，塔楼的灯光出现了许多不同的方案，包括用黑暗衬托隆重庄严的场合。当UT获得NCAA体育赛事全国冠军时，塔楼不同楼层的办公室灯光形成了数字“1”。

在“去德州”（一个学校的迎新活动）和毕业典礼上，塔身的窗户会根据年份点亮而形成数字（例如2012届学生便会显示“12”）。